# استاریه کیشکی
استاریه کیشکی (انگلیسی: Staryye Kiyeshki) یک شهرک در شهرستان کارماسکالینسکی استان باشقیرستان کشور روسیه است.